# Obwód tarnopolski

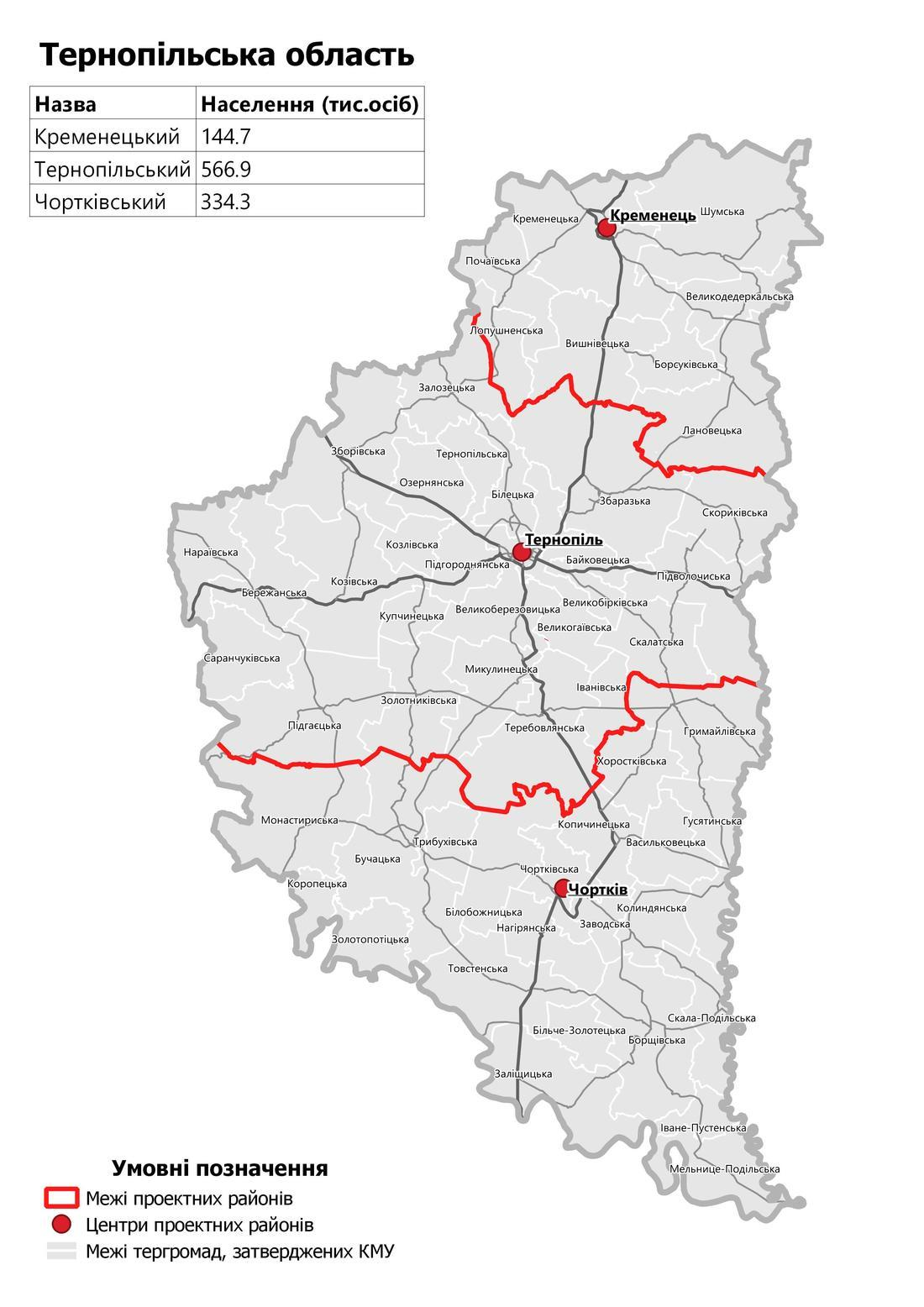
Podział administracyjny obwodu

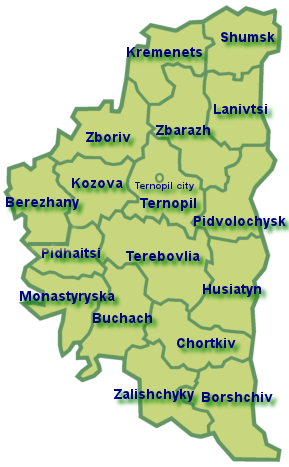
Podział administracyjny obwodu do 2020 r.

Obwód tarnopolski (ukr. Тернопільська область, Ternopilśka obłast´) – jeden z 24 obwodów Ukrainy. Leży w zachodniej części Ukrainy. Stolicą obwodu jest Tarnopol.
Graniczy na północy z obwodem rówieńskim, na południowym zachodzie z iwanofrankiwskim, na południu z czerniowieckim, na zachodzie z lwowskim, na wschodzie z chmielnickim. Obwód został utworzony 4 grudnia 1939 r. dekretem Prezydium Rady Najwyższej ZSRR z części terytorium II Rzeczypospolitej okupowanego przez Armię Czerwoną w trakcie agresji ZSRR na Polskę i anektowanego następnie przez ZSRR.
Geograficznie leży na Wyżynie Podolskiej, historycznie na obszarze Wołynia (północ), Rusi Czerwonej (centrum) i Podola (południowy wschód).

## Historia

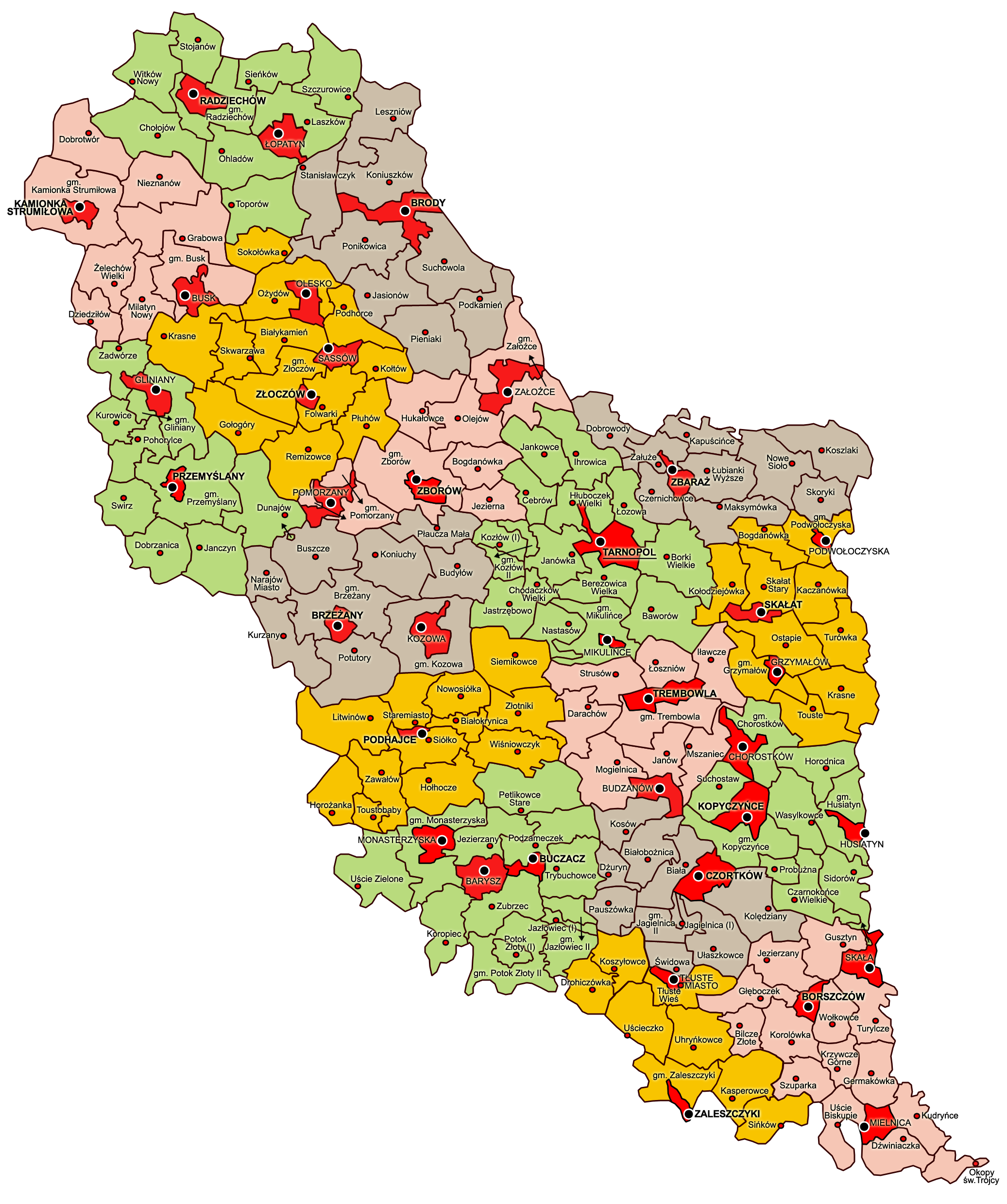
województwo tarnopolskie do 1939 roku

Historyczna przynależność administracyjna obszaru:
- 1434–1569: Korona Królestwa Polskiego: województwo ruskie, województwo podolskie/Wielkie Księstwo Litewskie: ziemia wołyńska
- 1566–1569: Korona Królestwa Polskiego: województwo ruskie, województwo podolskie/Wielkie Księstwo Litewskie: województwo wołyńskie
- 1569–1672: Korona Królestwa Polskiego, prowincja małopolska: województwo ruskie, województwo wołyńskie, województwo podolskie
- 1672–1699: Korona Królestwa Polskiego, prowincja małopolska: województwo ruskie, województwo wołyńskie/Imperium Osmańskie
- 1699–1772: Korona Królestwa Polskiego, prowincja małopolska: województwo ruskie, województwo wołyńskie, województwo podolskie
- 1772–1795: Monarchia Habsburgów, Królestwo Galicji i Lodomerii (zabór austriacki)/Korona Królestwa Polskiego, prowincja małopolska: województwo wołyńskie
- 1795–1804: Monarchia Habsburgów, Królestwo Galicji i Lodomerii (zabór austriacki)/Imperium Rosyjskie: gubernia wołyńska (zabór rosyjski)
- 1804–1867: Cesarstwo Austrii, Królestwo Galicji i Lodomerii (zabór austriacki)/Imperium Rosyjskie: gubernia wołyńska (zabór rosyjski)
- 1867 – listopad 1918: Austro-Węgry, Królestwo Galicji i Lodomerii (zabór austriacki)/Imperium Rosyjskie: gubernia wołyńska (zabór rosyjski)
- Listopad 1918 – lipiec 1919 - Zachodnioukraińska Republika Ludowa (de facto)
- 1919[a](1923)[b]-1945: Rzeczpospolita Polska: województwo tarnopolskie, województwo wołyńskie
- 1944[a](1945)[b]–1991: ZSRR, Ukraińska SRR: obwód tarnopolski
- od 1991: Ukraina: obwód tarnopolski

## Podział administracyjny na rejony
Do 17 lipca 2020 roku obwód tarnopolski dzielił się na 17 rejonów: borszczowski, brzeżański, buczacki, czortkowski, husiatyński, kozowski, krzemieniecki, łanowiecki, monasterzyski, podhajecki, podwołoczyski, szumski, tarnopolski, trembowelski, zaleszczycki, zbaraski, zborowski oraz 4 miasta wydzielone: Brzeżany, Czortków, Krzemieniec, Tarnopol.
W wyniku reformy podziału administracyjnego zmniejszono z 490 do 136 liczbę rejonów na Ukrainie. Od 19 lipca 2020 roku obwód tarnopolski dzieli się na 3 rejony:
1. rejon czortkowski
2. rejon krzemieniecki
3. rejon tarnopolski

## Największe miasta
| Miasto      | ukraińska nazwa        | Zaludnienie 5 grudnia 2001 |
| ----------- | ---------------------- | -------------------------- |
| Tarnopol    | Тернопіль (Ternopil)   | 227 755                    |
| Czortków    | Чортків (Czortkiw)     | 29 057                     |
| Krzemieniec | Кременець (Kremeneć)   | 22 051                     |
| Brzeżany    | Бережани (Bereżany)    | 17 617                     |
| Trembowla   | Теребовля (Terebowla)  | 13 661                     |
| Zbaraż      | Збараж                 | 13 228                     |
| Buczacz     | Бучач                  | 12 549                     |
| Borszczów   | Борщів (Borszcziw)     | 11 382                     |
| Zaleszczyki | Заліщики (Zaliszczyky) | 10 125                     |

## Zabytki
- Zamki, m.in. zamek Zbaraskich w Zbarażu, zamek Tarnowskich w Tarnopolu, zamek Budzanowskich w Budzanowie, zamek Lanckorońskich w Nagórzance, zamek Potockich w Potoku Złotym, zamek w Skałacie oraz pozostałości zamku królewskiego w Krzemieńcu, twierdzy Okopy Świętej Trójcy, zamku Kalinowskich w Sidorowie, zamku Zbaraskich w Tokach, zamku Buczackich w Buczaczu, zamku Sieniawskich w Brzeżanach i zamku w Czortkowie
- Pałace, m.in. pałac Koniecpolskich w Jazłowcu, pałac Wiśniowieckich i Mniszchów w Wiśniowcu, pałac Badenich w Koropcu, pałac Lanckorońskich w Strusowie, pałac Korytowskich w Płotyczy, pałac Lewickich w Chorostkowie, pałac w Białokrynicy
- Polskie kościoły, m.in. kościół św. Ignacego Loyoli i św. Stanisława Kostki w Krzemieńcu, klasztor bernardynów z kościołem śś. Antoniego i Jerzego w Zbarażu, kościół Dominikanów w Tarnopolu, kościół Św. Trójcy i klasztor Misjonarzy w Mikulińcach, kościół św. Stanisława w Zaleszczykach, kościół Wniebowzięcia Najświętszej Marii Panny w Buczaczu, kościół Świętych Apostołów Piotra i Pawła w Brzeżanach, kościół Świętej Trójcy w Okopach, kościół św. Stanisława biskupa i męczennika w Czortkowie
- Dom Juliusza Słowackiego w Krzemieńcu, współcześnie siedziba Muzeum Juliusza Słowackiego
- Polskie cmentarze, m.in. cmentarz miejski w Buczaczu
- Ratusz w Buczaczu
- Pomniki zwycięskich bitew pod Hodowem i pod Podhajcami
- Willa Józefa Piłsudskiego w Zaleszczykach
- Cerkwie z czasów I Rzeczypospolitej, m.in. cerkwie Podwyższenia Krzyża Świętego i Narodzenia Pańskiego w Tarnopolu, cerkiew św. Mikołaja w Buczaczu i Ławra Poczajowska

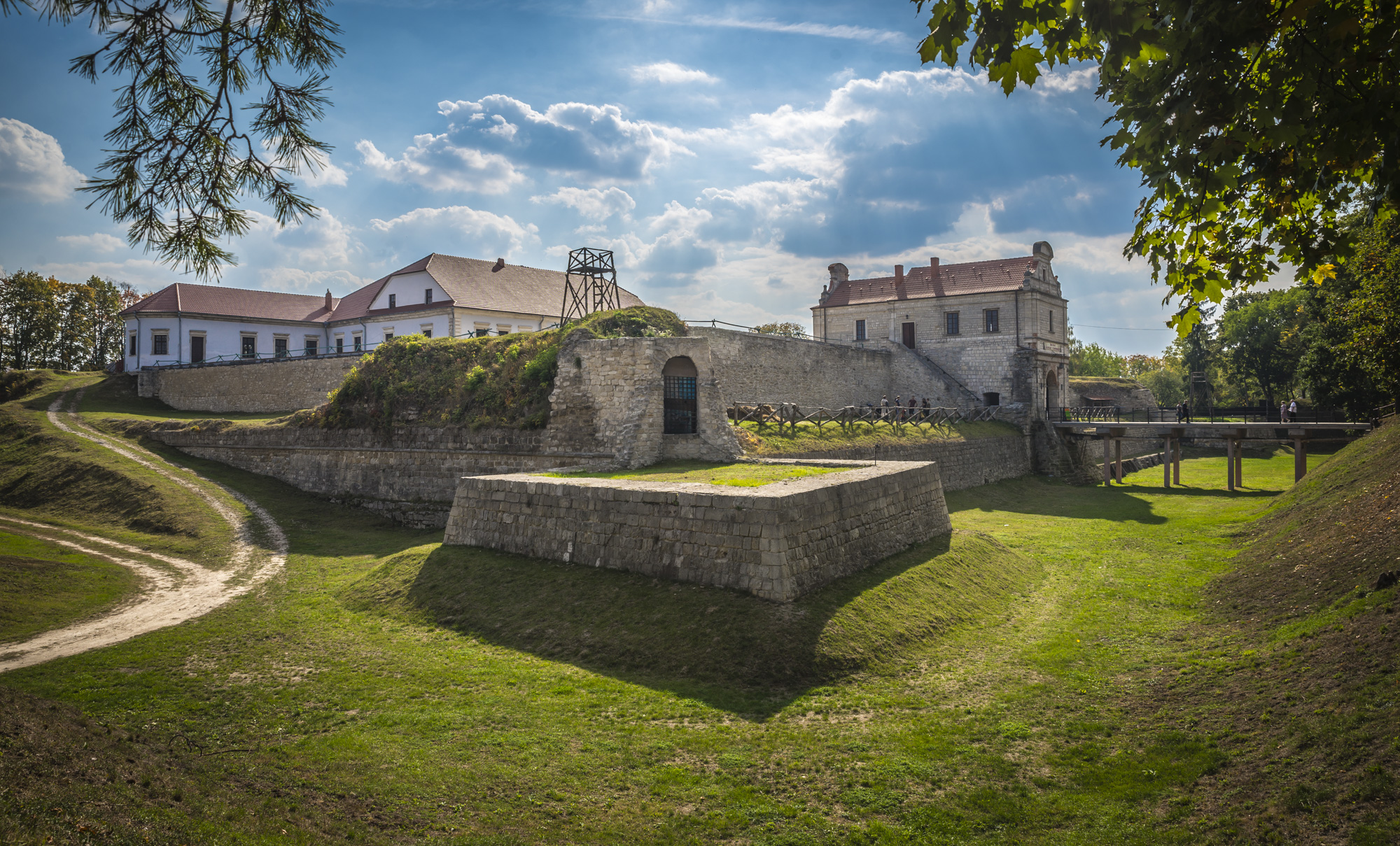
Zamek w Zbarażu
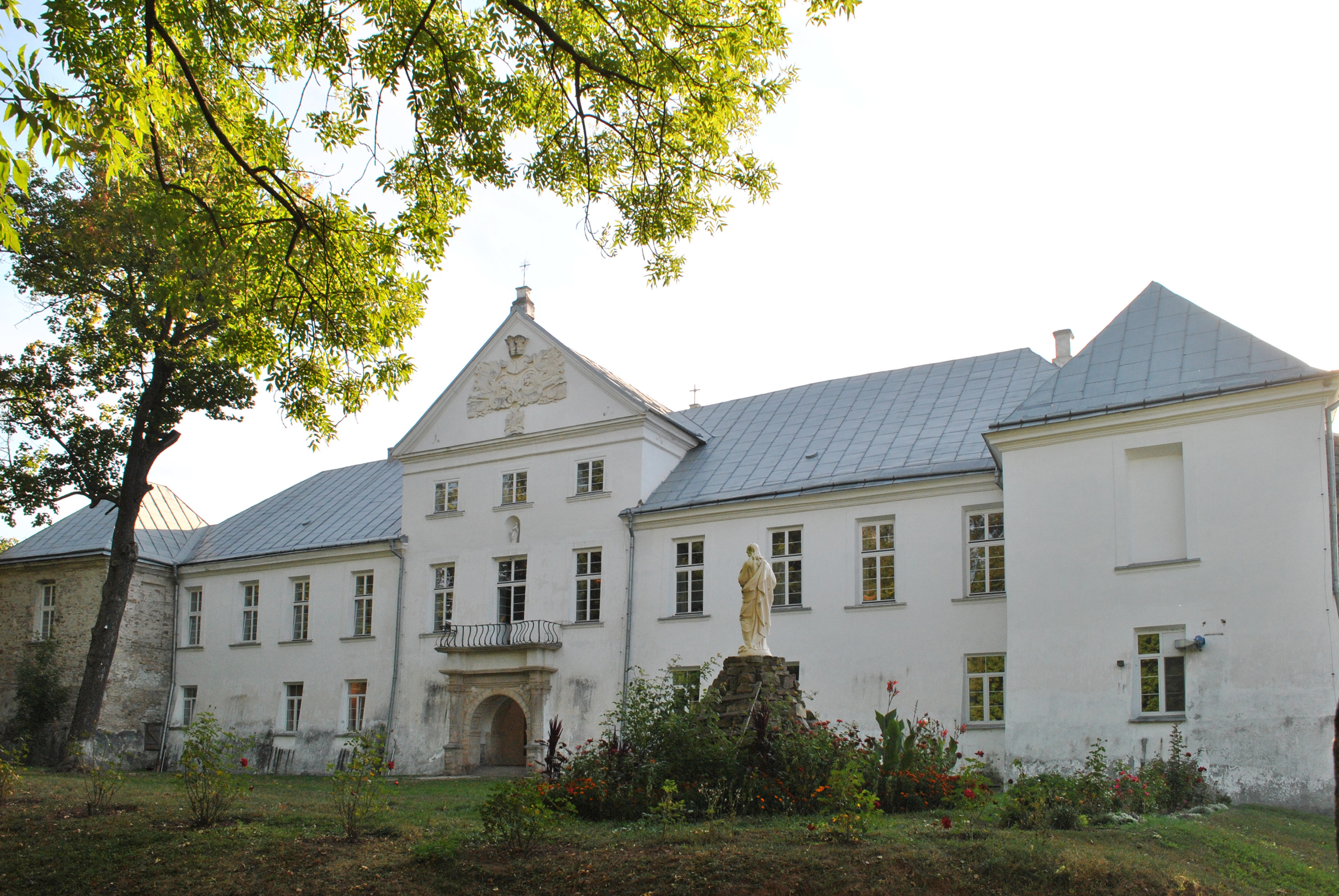
Pałac Koniecpolskich w Jazłowcu
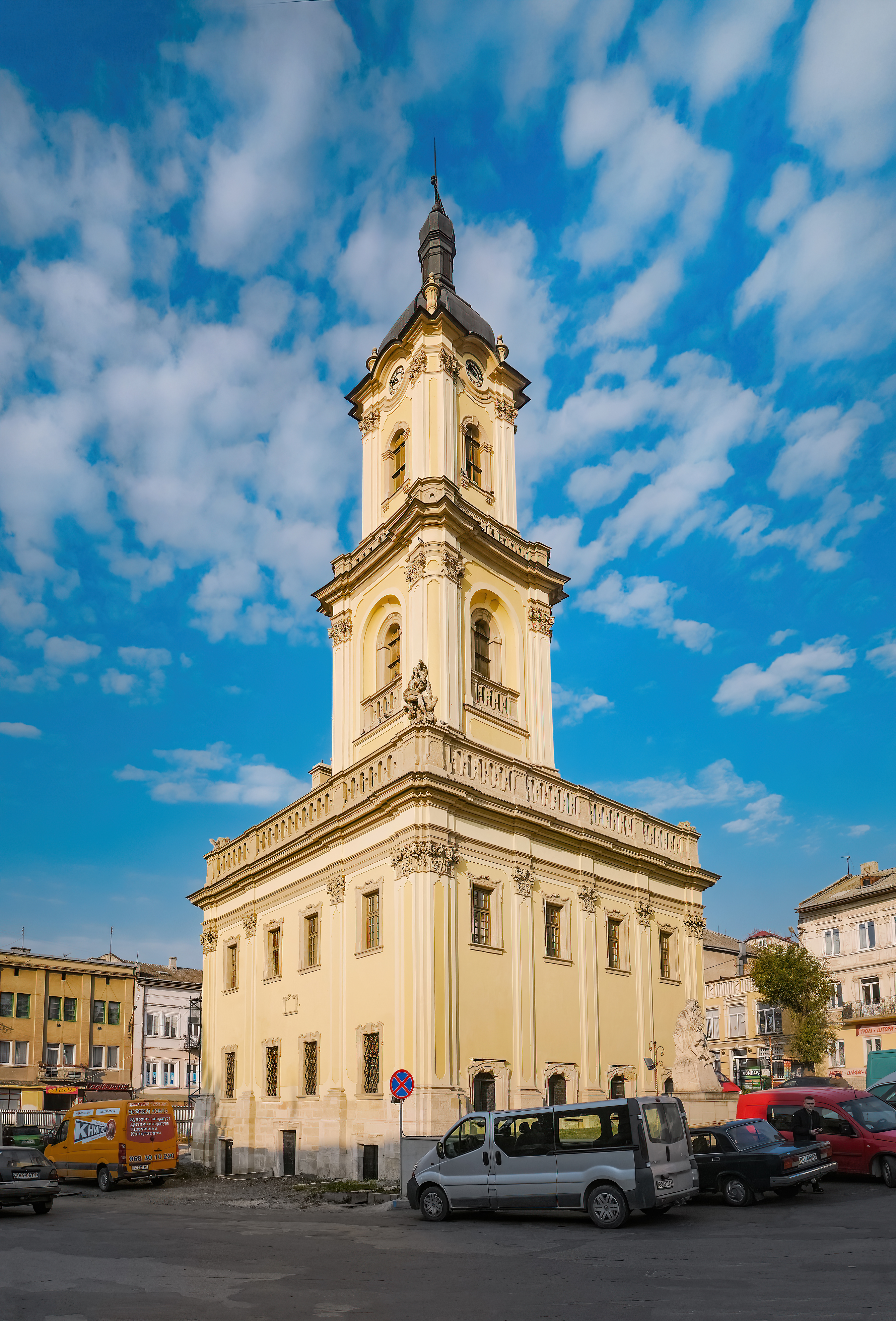
Ratusz w Buczaczu
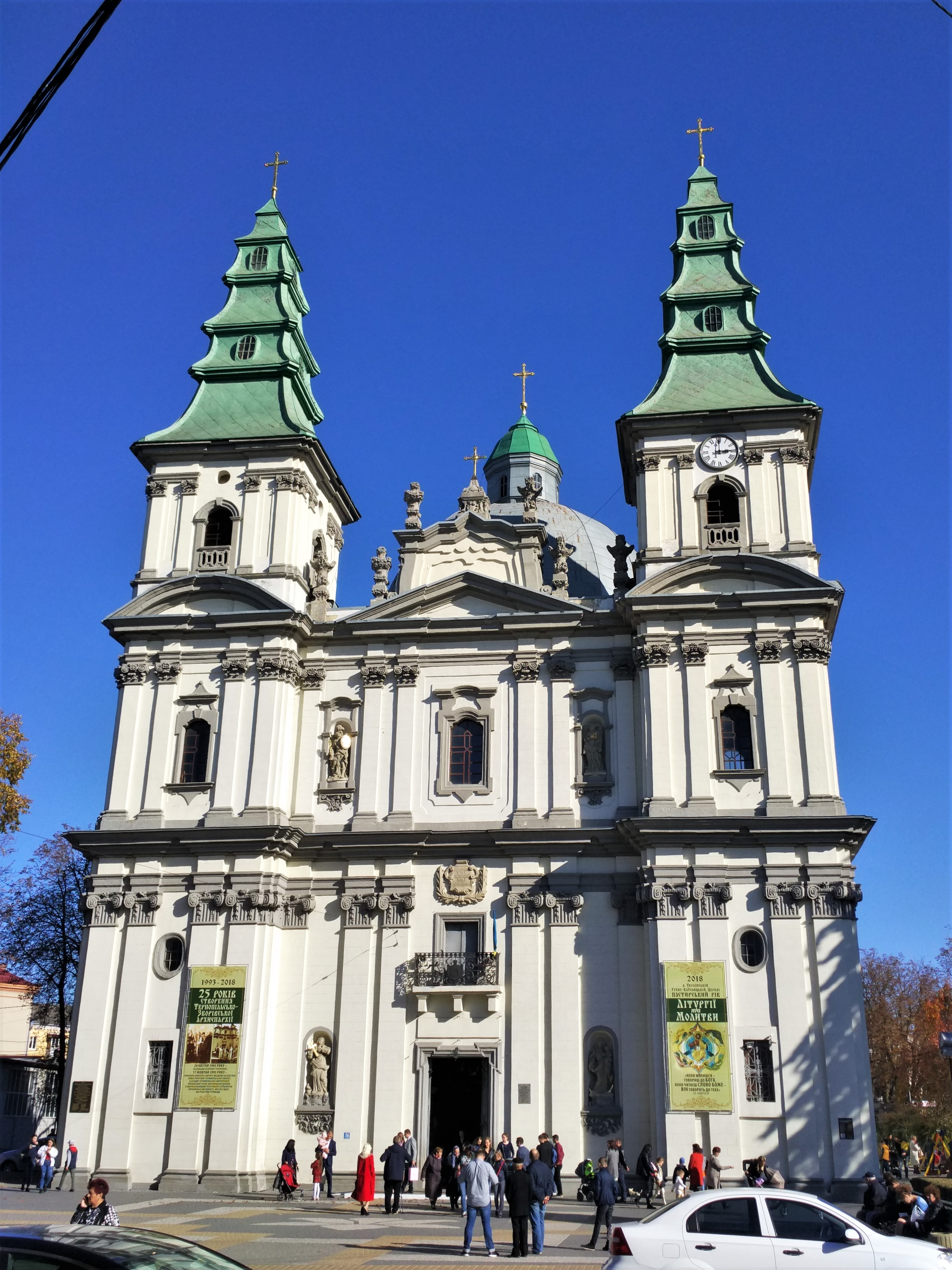
Kościół Dominikanów w Tarnopolu
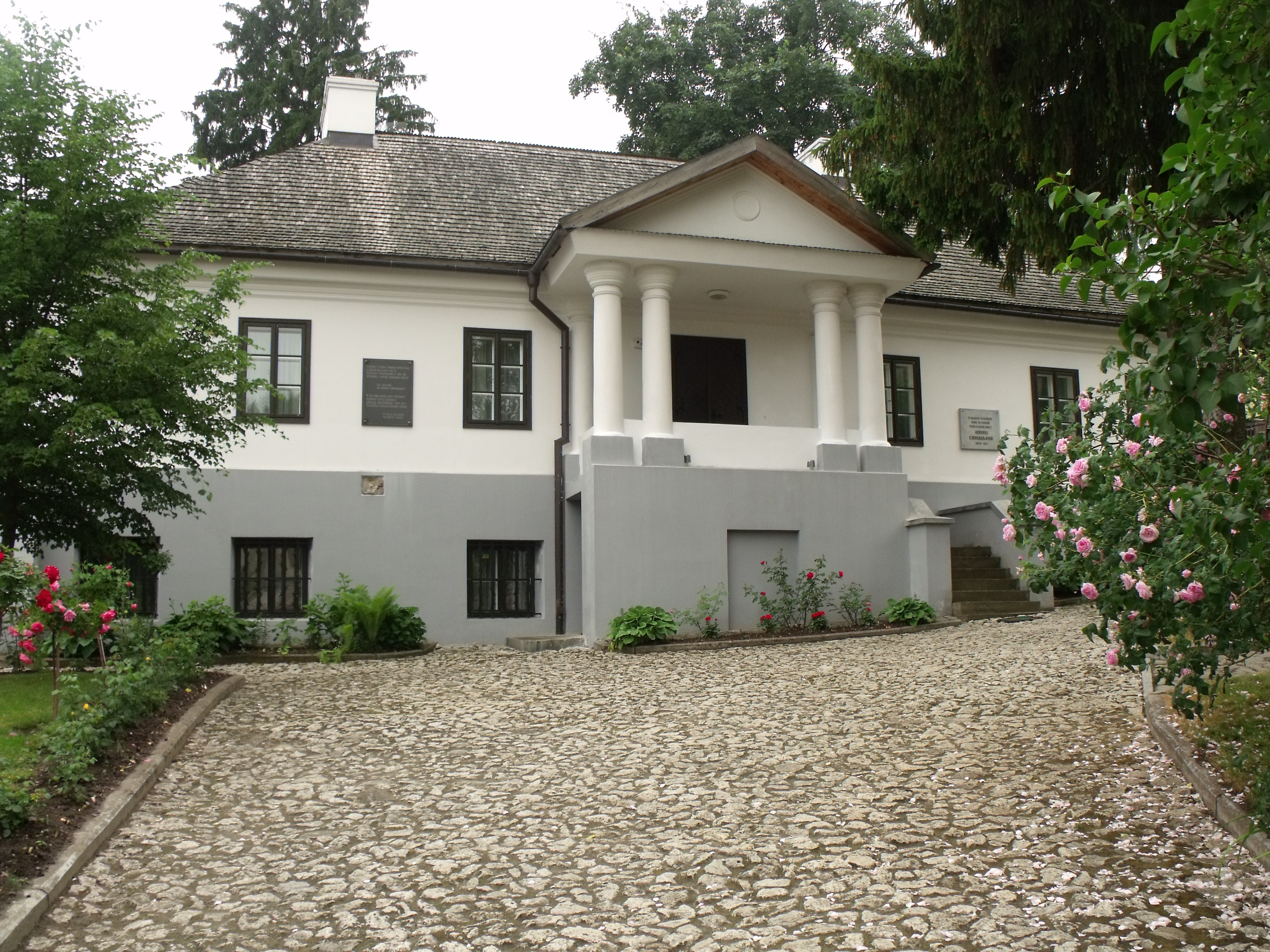
Dom Juliusza Słowackiego w Krzemieńcu
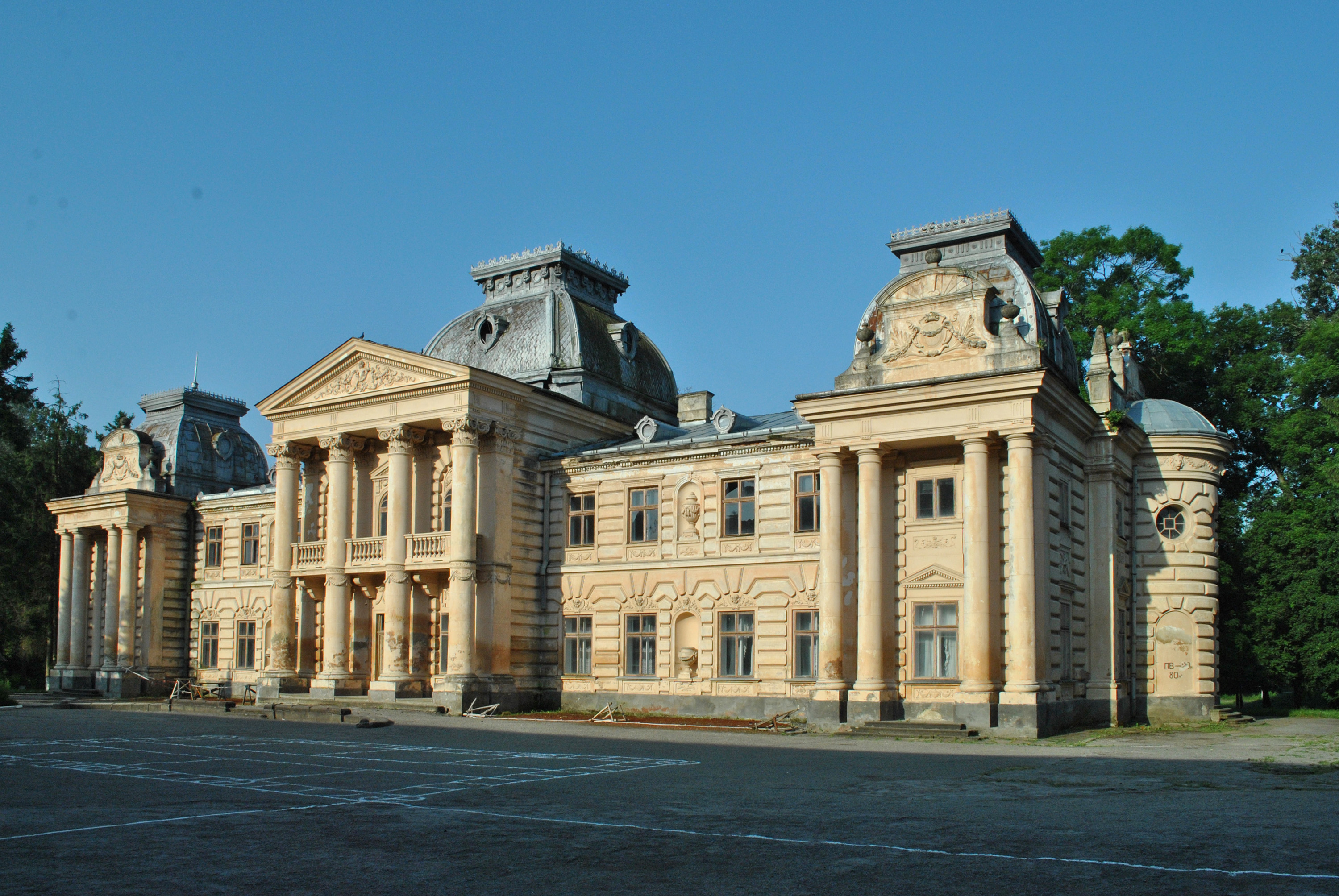
Pałac Badenich w Koropcu

## Edukacja
W obwodzie tarnopolskim działają 32 uczelnie wyższe, najważniejsze z nich:
- Narodowy Uniwersytet Techniczny im. Iwana Puluja w Tarnopolu[8]
- Narodowy Uniwersytet Pedagogiczny im. W. Hnatiuka w Tarnopolu[9]
- Narodowy Uniwersytet Medyczny imienia I. Ja. Horbaczewskiego w Tarnopolu[10]
- Narodowy Uniwersytet Ekonomiczny w Tarnopolu[11]

## Pozostałe informacje

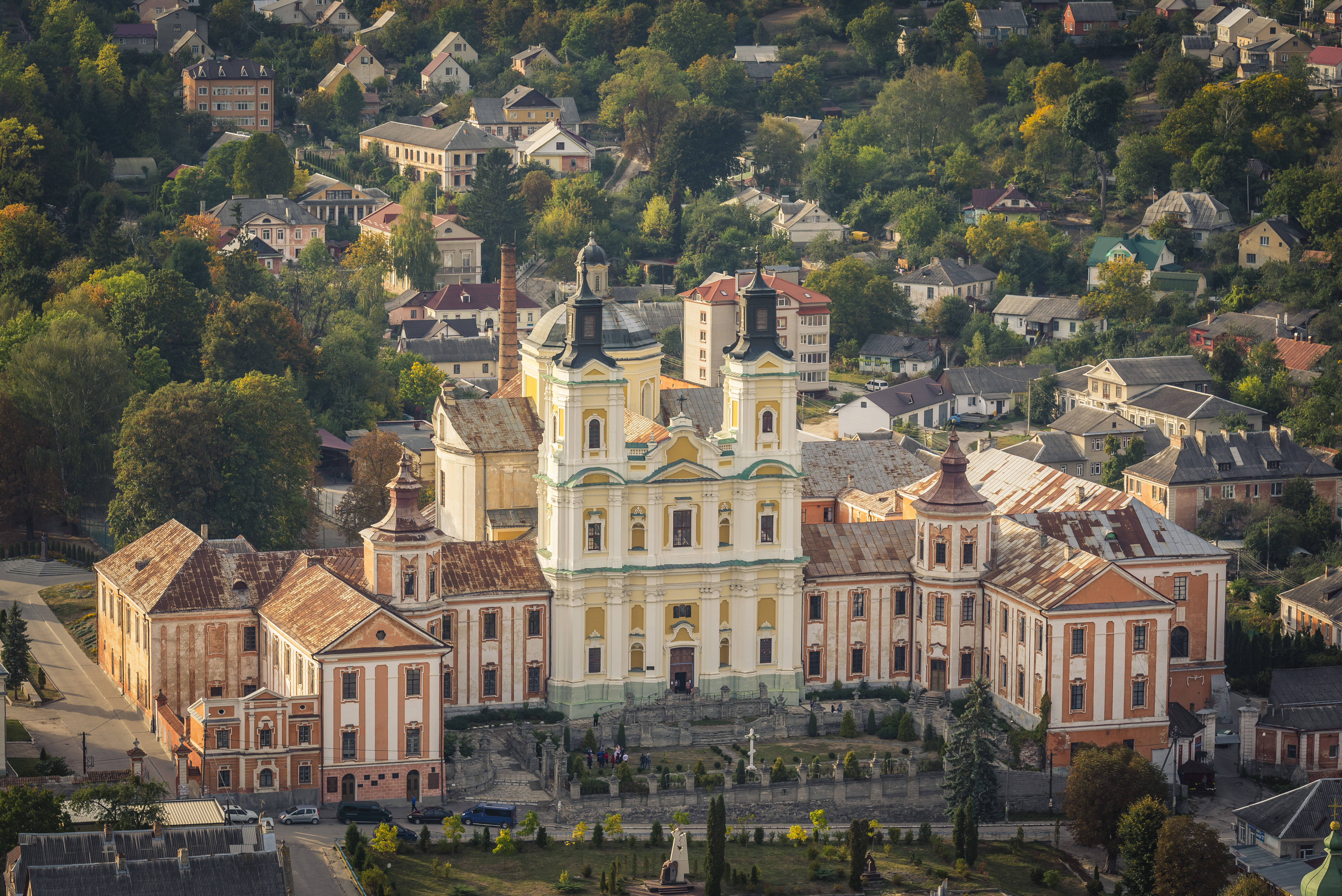
Liceum Krzemienieckie

- Na terenie obwodu znajdują się gniazda rodowe polskich rodów magnackich: Buczackich (Buczacz), Wiśniowieckich (Wiśniowiec) i Zbaraskich (Zbaraż).
- Spośród największych miast obwodu miastami królewskimi Korony Królestwa Polskiego były Krzemieniec[12] i Trembowla[13], a prywatnymi miastami szlacheckimi były Tarnopol, Czortków, Brzeżany, Zbaraż i Buczacz.
- W Hodowie miała miejsce w 1694 bitwa, w której Polacy odparli najazd ok. 100-krotnie liczniejszej armii tatarskiej. W 1695 wystawiono w miejscu bitwy pomnik, który przetrwał do naszych czasów.
- W Krzemieńcu w 1805 Tadeusz Czacki założył Liceum Krzemienieckie, jedno z najsłynniejszych polskich liceów.
- W pobliżu wsi Strzałkowce na południu obwodu znajduje się Jaskinia Jeziorna.